# Полирахо
Полирахо или старо Рахово (на гръцки: Πολύρραχο, катаревуса: Πολύρραχον, Полирахон, до 1927 година Ράχοβο, Рахово) е село в Република Гърция, част от дем Сервия в област Западна Македония.

## География
Селото е разположено на 650 m надморска височина, югозападно от Сервия, в планината Довра (Фламбуро).

## История

### В Османската империя
В 1528 година Рахово има 304 домакинства с 1366 жители.
Александър Синве ("Les Grecs de l’Empire Ottoman. Etude Statistique et Ethnographique"), който се основава на гръцки данни, в 1878 година пише, че в Рахово (Rahovo) живеят 180 гърци.
На Етнографската карта на Битолския вилает на Картографския институт в София от 1901 година Рахово (Рахес) е чисто гръцко село в Серфидженската каза на Серфидженския санджак с 25 къщи.
Според статистика на Серфидженския санджак на гръцкото консулство в Еласона от 1904 година в Раховон (Ράχοβον), Серфидженска каза, живеят 130 гърци елинофони християни. Същевременно село Рехово (Ρέχοβο) е показано и в Населишка каза със 170 жители валахади.

### В Гърция
През октомври 1912 година, по време на Балканската война, в селото влизат гръцки части и след Междусъюзническата война в 1913 година селото остава в Гърция. В 1927 година името на селото е сменено на Полирахон.
Населението традиционно произвежда жито, тютюн и други земеделски продукти, като се занимава и със скотовъдство.
| Година    | 1913 | 1920 | 1928 | 1940 | 1951 | 1961 | 1971 | 1981 | 1991 | 2001 | 2011 | 2021 |
| --------- | ---- | ---- | ---- | ---- | ---- | ---- | ---- | ---- | ---- | ---- | ---- | ---- |
| Население | 144  | 146  | 203  | 267  | 270  | 322  | 240  | 209  | 195  | 201  | 134  | 63   |